# Каргатский уезд
Каргатский уезд — административно-территориальная единица в составе Ново-Николаевской губернии (было также принято писать Новониколаевская губерния), существовавшая в 1921—1925. Центр — Каргат.
До 1919 года территория уезда относилась полностью к Каинскому уезду Томской губернии, в центре которой находилась крупная и экономически развитая Каргатская волость, с которой вдоль реки Шегарка шёл к Томску тракт Москва—Иркутск.
Каргатский уезд был образован в июне 1921 года, — через 4 месяца после создания (выделением из состава Томской губернии южных, хлеборобных уездов) Новониколаевской губернии. При этом в состав нового уезда вошли 14 волостей Ново-Николаевского уезда, 7 волостей Каменского уезда, 3 волости Каинского уезда и 3 волости Славгородского уезда Омской губернии. Вскоре одна из волостей был возвращена в Каинский уезд.
В 1924—1925 гг. (очередная административно-территориальная реорганизация Сибири) Каргатский уезд был упразднён, а его территория разделена между Барабинским, Каменским и Ново-Николаевским округами Сибирского края.
С 1921 года в уездах создавались райкомы партии, — главные органы по осуществлению диктатуры победившей партии и они же определяли советское государственное строительство. Райкомы имели статус территориальных организаций, при этом территория райкома могла включать в себя одну или несколько волостей, укрупнённую волость (объединение волостей в период после января 1920 года) или даже уезд. При административной реформе 1925 года территории юрисдикции райкомов РКП(б) стали преобразовываться в районы («реформа районирования в Р.С.Ф.С.Р.»). Районы или напрямую подчинялись Сибкрайисполкому, или входили в состав новых советских округов, действовавших до 1944. Территория бывшего Каргатского уезда в целом составила территорию Каргатского района, управлявшегося Каргатским райкомом РКП(б) ещё с 1924 года.

## Личности
На территории Каргатского уезда родился будущий воин, Герой Советского Союза Геннадий Николаевич Ворошилов.